# Museu de la Música de Barcelona
Het Museu de la Música de Barcelona (Catalaans, Nederlands: Muziekmuseum van Barcelona) is een museum in Barcelona dat een verzameling van muziekinstrumenten bezit uit de hele wereld, evenals biografieën, van oude beschavingen tot nieuwe technologieën uit de 21e eeuw.
De museumcollectie omvat 2000 instrumenten (500 tentoongesteld) waaronder een van 's werelds beste gitaarcollecties.
Het museum richt zich op de geschiedenis van, het behoud van, het onderzoek naar en de bevordering van het muzikaal erfgoed van de stad
Het Museu de la Música is geregistreerd bij de gemeente van Barcelona. Sinds 2007 is het hoofdkwartier in het auditorium van Barcelona in de Fort Pienc-wijk.

## Galerij

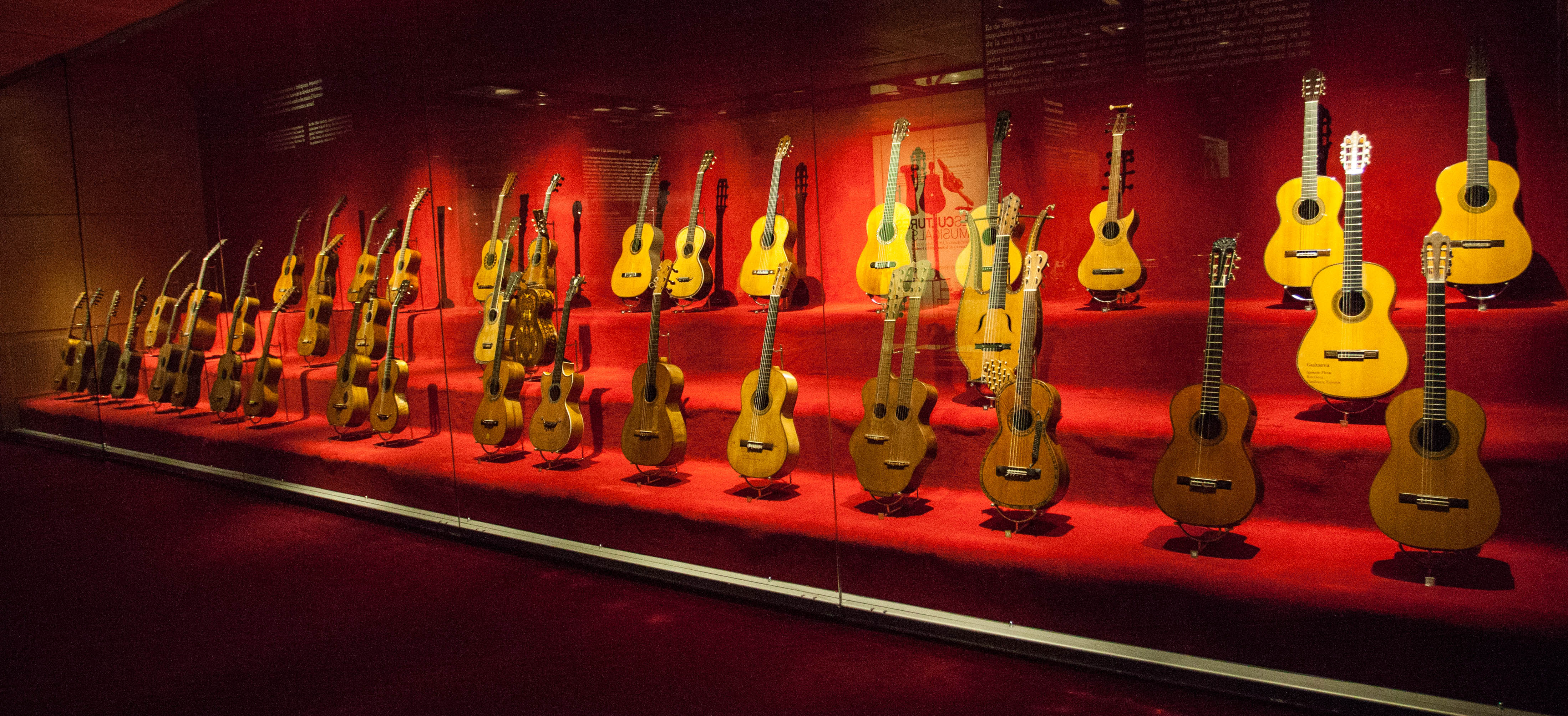
Spaanse gitaren in het museum